# Euphorbia complexa
Euphorbia complexa R.A.Dyer es una especie fanerógama perteneciente a la familia Euphorbiaceae. Es endémica de Sudáfrica.  

## Descripción
Es un arbusto suculento perennifolio con espinos que alcanza los 40 cm de altura.

## Taxonomía
Euphorbia complexa fue descrita por Robert Allen Dyer y publicado en Flowering Plants of South Africa 17: 643. 1937.
Etimología
Euphorbia: nombre genérico que deriva del médico griego del rey Juba II de Mauritania (52 a 50 a. C. - 23), Euphorbus, en su honor – o en alusión a su gran vientre –  ya que usaba médicamente Euphorbia resinifera. En 1753 Carlos Linneo asignó el nombre a todo el género.
complexa: epíteto latino que significa "entrelazada".